# Scalloway
Scalloway (in norreno: Skálavágr – "baia con le grandi case") è il maggiore insediamento abitato della costa nord-atlantica dell'isola di Mainland, con una popolazione di circa 812 persone al 2001. Fino al 1708, fu la capitale delle isole Shetland (oggi situata a Lerwick, sulla costa orientale di Mainland).
Scalloway è la sede del North Atlantic Fisheries College (parte della University of the Highlands and Islands), che offre corsi e supporta programmi di ricerca nelle scienze della pesca, itticoltura, ingegneria marina e gestione delle coste. È inoltre sede del Centro per gli Studi Nordici. Presso la città sono situate le isole Scalloway, che prendono il nome proprio da essa.
Il villaggio ha una piscina ed una scuola, la Scalloway Junior Hugh School; la scuola secondaria del complesso fu chiusa nel luglio 2011 dal Consiglio delle isole Shetland.

## Storia
Costruito nel 1600 da Patrick Stewart, II Conte delle Orcadi, i resti del Castello di Scalloway sono la principale caratteristica del villaggio. Il castello si trova presso il molo ed è solitamente chiuso al pubblico, anche se è possibile ritirare la chiave al vicino Scalloway Hotel.
I costruttori di navi norvegesi di Hordaland, provenienti dalle aree di Bergen di Os e Tysnes, costruivano yoal almeno dal XVI secolo. Le oselvar, tradizionali piccole barchette in legno di Os, vennero inviate a Scalloway sezionate in parti; anziché inviare complicate istruzioni per l'assemblaggio, furono inviati direttamente i costruttori per ricostruirle. Molti di loro si stabilirono per anni nelle Shetland, ed alcuni si sposarono qui.
Ai mercanti della lega anseatica di Brema e Amburgo, Scalloway era nota come Schaldewage ed era considerato un porto sicuro sulla strada per Hillswick.
Barbara Tulloch e la figlia Ellen – le ultime streghe ad essere bruciate nelle Shetland – vennero giustiziate a Gallow Hill, la collina che sovrastava il villaggio.
Durante la seconda guerra mondiale Scalloway fu sede per un periodo del quartier generale dello Shetland Bus, parte della resistenza norvegese contro l'occupazione nazista della Norvegia. La Norway House e il Molo Principe Olav, che costituivano parti della base, sono ancora esistenti. Molti dettagli della storia dello Shetland Bus sono in mostra allo Scalloway Museum.
Nel 1996,  Kåre Emil Iversen pubblicò le sue memorie di guerra, I Was a Shetland Bus Man. L'opera fu ristampata nel 2004 con una nuova introduzione e con il titolo Shetland Bus Man. Un altro autore delle Shetland, Willie Smith, narra nei dettagli riguardo a questo periodo nella sua opera del 2003 Willie's War and Other Stories.
Dopo la guerra Scalloway funse da porto per i traghetti di collegamento tra le isole Orcadi e le Shetland (mv Orcadia sulla tratta Scalloway—Stromness). Dopo l'apertura dello Schiehallion Oil Field al largo della costa ovest delle Shetland, Scalloway assunse alcune funzioni come base di servizio per la base petrolifera.